# William Jean Hubert Marie Muris
William Jean Hubert Marie Muris (Maastricht, 30 september 1905 – 27 juni 1976) was een Nederlands burgemeester.
Hij werd geboren als zoon van Johannes Muris (1869-1953) en Maria Anna Hubertina Bours (1867-1956). Muris was aan het begin van zijn carrière volontair bij de gemeentesecretarie van Elsloo en Spaubeek. Daarna was hij werkzaam bij de Vereniging van Nederlandse Gemeenten (VNG) voor hij overstapte naar de gemeente  Heerlen waar hij het bracht tot commies. In februari 1947 werd Muris benoemd tot burgemeester van Susteren en begin 1954 volgde zijn benoeming tot burgemeester van Meerssen. In oktober 1970 ging hij daar met pensioen en midden 1976 overleed hij op 70-jarige leeftijd.